# 발견문학상
발견문학상은 시 전문 계간지 발견(발행인 황학주)가 제정한 문학상이다. 한 해 동안 대한민국에서 펴낸 시집을 대상으로 2012년부터 시상하였으며, 2013년부터는 발견작품상을 별도로 시상했다. 

## 수상자
- 2012년 1회 신덕룡 시집 <견고한 집>
- 2013년 2회 엄원태 시집 <우레처럼 다시 올 것이다>
- 2014년 3회 허충순 시집 <화문(花紋)>
- 2015년 4회 심재휘 시집 <중국인 맹인 안마사>
- 2016년 5회 김선우 시집 <녹턴>
- 2018년 6회 이병률 시집 <바다는 잘 있습니다>
- 2019년 7회 박기섭  시집 <서녘의, 책>
- 2022년 8회 최서진 시집 <내 사람은 눈물보다 먼저 녹는다>
- 2024년 9회 김창균 시집 <슬픈 노래를 거둬 갔으면>
- 2025년 10회 이린아 시집 <내 사랑을 시작한다>

## 발견작품상
- 2013년 1회 정다운 시 <기어 오르지마>외 2편
- 2014년 2회 한영숙 시 <비와 비 사이에는>
- 2015년 3회 임솔아 시 <기본>
- 2016년 4회 김창균 시집 <마당에 징검돌을 놓다>
- 2017년 5회 이승예 시집 <나이스 데이>
- 2018년 6회 선안영 시조집 <거듭 나,당신께 살러갑니다>
- 2019년 7회 윤옥주 시 <아린>
- 2020년 8회 이이향 시 <뜻밖의, 링링>